# Volker Kästner
Volker Kästner (* 1949) ist ein deutscher Klassischer Archäologe.
Volker Kästner studierte von 1968 bis 1973 Klassische Archäologie an der Humboldt-Universität zu Berlin. Anschließend wurde er dort wissenschaftlicher Assistent und 1982 mit einer Dissertation zum Thema Archaische Baukeramik der Westgriechen. Untersuchungen zur Entwicklung und zum Formenbestand der Traufziegeldächer in Kampanien, Unteritalien und Sizilien promoviert. Im selben Jahr wurde er wissenschaftlicher Angestellter an der Antikensammlung Berlin. Dort wurde er Betreuer der Architektursammlung und leitet das Abteilungsarchiv. Mehrere Ausstellungen wurden von Kästner mitbetreut. Seit 1986 beschäftigte sich der Kustos der Antikensammlung besonders mit der pergamenischen Architektur und leitete seit 1996 als wissenschaftlicher Leiter die Restaurierung des Gigantenfrieses des Pergamonaltars. Kästner ist korrespondierendes Mitglied des Deutschen Archäologischen Instituts und Honorarprofessor an der HU Berlin.
Verheiratet ist er mit der Klassischen Archäologin Ursula Kästner.

## Schriften (Auswahl)
- Archaische Baukeramik der Westgriechen, Untersuchungen zur Entwicklung und zum Formenbestand der Traufziegeldächer in Kampanien, Unteritalien und Sizilien. Dissertation Humboldt-Universität, Berlin 1982.
- mit Max Kunze: Der Altar von Pergamon. Hellenistische und römische Architektur  (= Führer durch die Ausstellungen des Pergamonmuseums Bd. 2). Berlin 1985.
- Die Welt der Etrusker. Archäologische Denkmäler aus Museen sozialistischer Länder. Heft 1: Geschichte der Etrusker. Berlin 1988.
- mit Joselita Raspi Serra und Max Kunze (Hrsg.): Tradition und Moderne. Meisterwerke des Alltags 1930/1940. Internationale Alltagsarchitektur zwischen den beiden Weltkriegen. Sonderausstellung in der Antikensammlung des Pergamonmuseums. Edition Carte Segrete/Oktagon, Rom/München-Stuttgart 1991, ISBN 88-85203-30-2.
- mit Huberta Heres: Der Pergamonaltar. von Zabern, Mainz 2004, ISBN 3-8053-3307-2.
- (Hrsg.): Etrusker in Berlin. Etruskische Kunst in der Berliner Antikensammlung. Eine Einführung. Schnell und Steiner, Regensburg 2010, ISBN 978-3-7954-2427-5.

| Personendaten    | Personendaten                    |
| ---------------- | -------------------------------- |
| NAME             | Kästner, Volker                  |
| KURZBESCHREIBUNG | deutscher Klassischer Archäologe |
| GEBURTSDATUM     | 1949                             |